# Dzintars Jaundžeikars

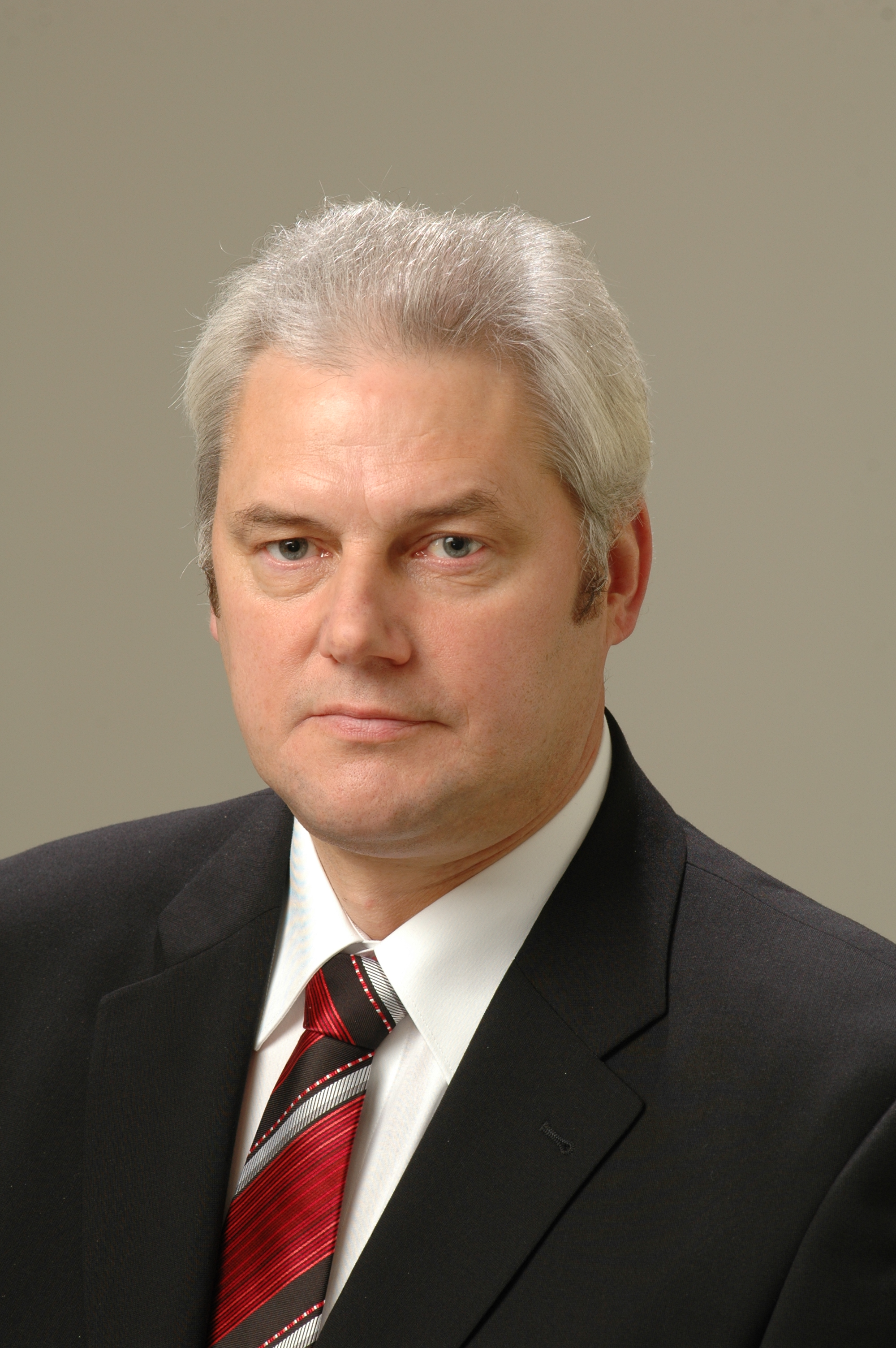
Dzintars Jaundžeikars (2004)

Dzintars Jaundžeikars (* 14. Februar 1956 in Lettland; † 16. März 2022) war ein lettischer Politiker. Vom 3. November 2005 bis 7. November 2006 war er Innenminister seines Landes.

## Leben
Jaundžeikars schloss 1980 sein Studium an der Lettischen Landwirtschaftsakademie mit Spezialisierung auf landwirtschaftliche Mechanisierung ab. Von 1993 bis 2002 war er Leiter der Aktiengesellschaft „Limbažu piens“. 1998 wurde er Vorsitzender des lettischen Zentralverbandes der Milchbauern.

### Politische Karriere
Er war Mitglied der Lettischen Volksfront, später der LNNK. Von 1991 bis 1992 war Jaundžeikars Vorsitzender des Gemeinderats von Vidriži im Distrikt Limbaži. 
2002 war er einer der Gründer der Latvijas Pirmā partija (LPP), die bei den 8. Saeima-Wahlen kandidierte. Dzintars Jaundžeikars wurde als Kandidat der LPP für das Amt des Ministers für Landwirtschaft oder regionale Entwicklung und Kommunalverwaltung nominiert. Er war Berater des LPP-Premierministers Ainārs Šlesers. Im Januar 2003 wurde er Mitglied des Lettischen Staatsforstrates.
Im Dezember 2003 wurde Jaundžeikars Abgeordneter der 8. Saeima. Am 3. November 2005 wurde er Nachfolger von Ēriks Jēkabsons als Innenminister im ersten Kabinett Kalvītis und hatte diese Position bis zum 7. November 2006 im zweiten Kabinett Kalvītis inne.
Jaundžeikars kandidierte bei den 9. Saeima-Wahlen auf der gemeinsamen Liste von LPP und Latvijas Ceļa, wurde aber nicht gewählt. Nachdem Ivars Godmanis zum zweiten Mal lettischer Ministerpräsident geworden war, rückte Jaundžeikars in die Saeima nach. Bei den 10. und 11. Saeima-Wahlen  verfehlte er den erneuten Einzug ins Parlament.

### Strafverfahren wegen Anstiftung zur Preisgabe eines Staatsgeheimnisses
In der Nacht zum 2. November 2011 wurde Jaundžeikars von Mitarbeitern des KNAB festgenommen und seine Wohnung in der Gemeinde Vidriži durchsucht. Am 3. November gab das Bezirksgericht Riga dem Antrag des KNAB auf eine Inhaftierung Jaundžeikars statt.
Im Dezember 2012 wurde Jaundžeikars nach einer Einigung mit der Staatsanwaltschaft in einem Strafverfahren wegen Anstiftung zur Offenlegung eines Staatsgeheimnisses zu einer Geldstrafe von 14.000 Lats verurteilt. Außerdem wurde ihm die Ausübung öffentlicher Ämter für zwei Jahre und sechs Monate untersagt.

### Privates
Seit 2013 war Jaundžeikars Präsident des lettischen Motorsportverbandes. Dieser gab am 17. März 2022 Jaundžeikars’ Tod bekannt.